# 崔明光
崔明光（조명광，1990年1月7日—），北韓男子高山滑雪運動員，他於2018年平昌冬季奧運會出戰曲道和大曲道賽。在曲道賽中，他在109名參賽者中以第43名完成賽事。而在大曲道賽中則在109人中以第75名完成比賽。

## 資料來源
1. 1 2  . IOC. 20 January 2018  [3 February 2018]. （原始内容存档于2018-01-20）.